# Smedjehov
Smedjehov är en ishall i Norrahammar i Jönköpings kommun. I hallen spelar Hockeyettanlaget HC Dalen sina hemmamatcher. Hallen byggdes 1984 och den har 1 900 platser, varav 825 sittplatser. Den 4 april 2014 bytte hallen namn till Skandiamäklarna Center för de följande fem säsongerna. Under coronapandemin meddelade Skandiamäklarna att de ville sluta sponsra arenanamnet och hallen återgick till det gamla namnet Smedjehov.